# Bagual (San Luis)
Bagual es una municipalidad argentina del Departamento Gobernador Dupuy, en el sur de la provincia de San Luis.

## Población
Contó con 230 habitantes (Indec, 2010), lo que representó un incremento del 10% frente a los 208 habitantes (Indec, 2001) del censo anterior.
Según el censo 2022 la población total de la Comisión municipal fue de 275 personas. En tanto, el número de viviendas registradas fue de 99.
| Gráfica de evolución demográfica de Bagual entre 1980 y 2022 |
|                                                              |
| Fuente: Censos nacionales del INDEC                          |

## Protagonismo literario
El pequeño pueblo de Bagual es tema central en un cuento de ficción del escritor argentino Alejandro Mauriño, quien imagina un país decadente a quien, en la década de 1990, le han eliminado todos los trenes. El anciano exjefe de estación es testigo de una milagrosa resurrección, en esta historia titulada "Siglo Fénix". El relato fue editado por el Ministerio de Cultura de la Nación en 2004, y dos años después por la editorial Moglia de Corrientes, en un libro de Mauriño titulado "El gran viaje".